# Veículo blindado

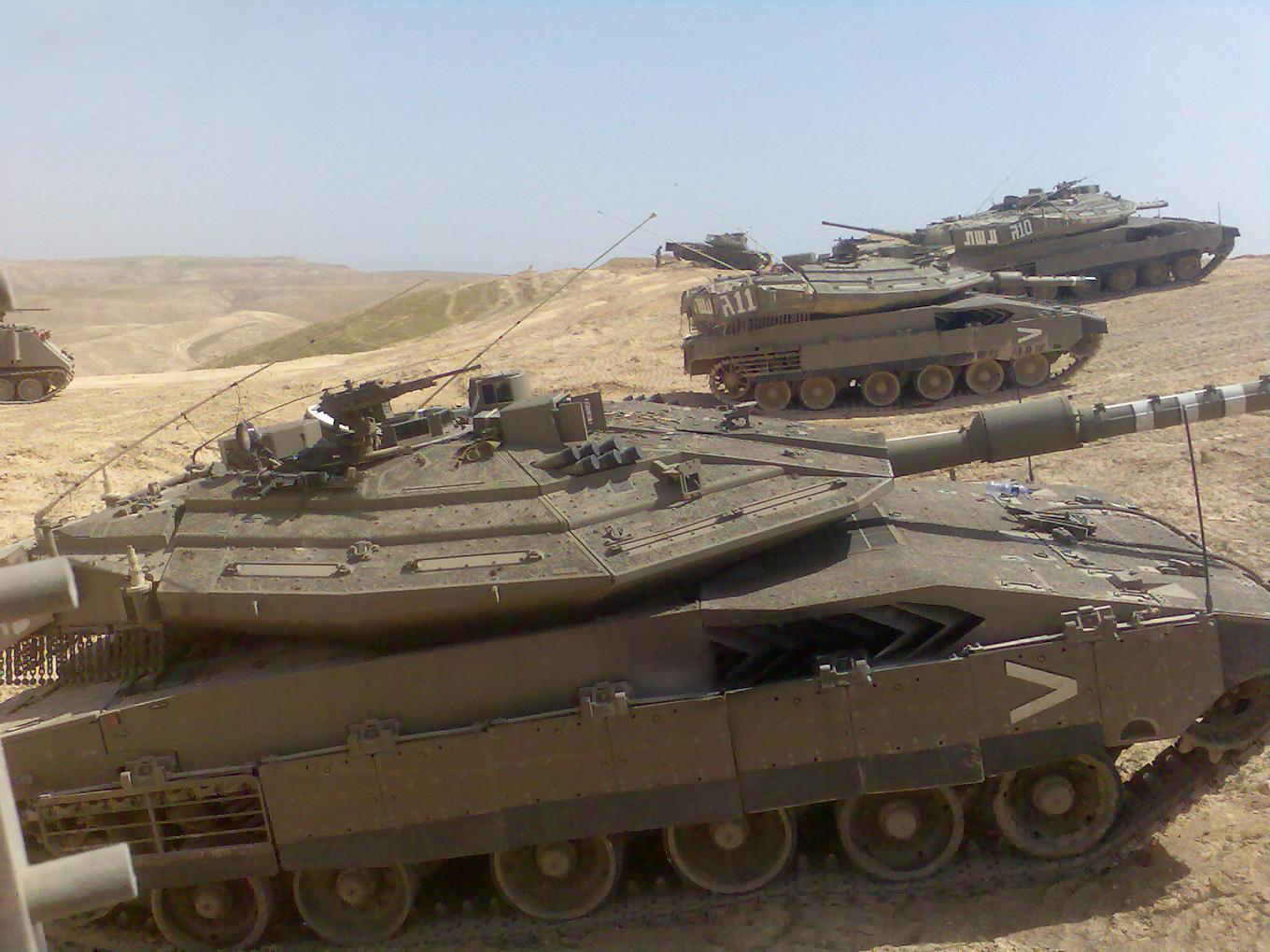
Tanques de guerra israelenses Merkava, com extensa blindagem

Veículos blindados são veículos que se utilizam de uma proteção estrutural reforçada de aço, conhecida como blindagem, que visa proteger os ocupantes contra tiros e explosões. A blindagem pode ser utilizada tanto em carros de passeio, veículos de transporte de valores e veículos militares, como em carros de combate, aeronaves e navios.

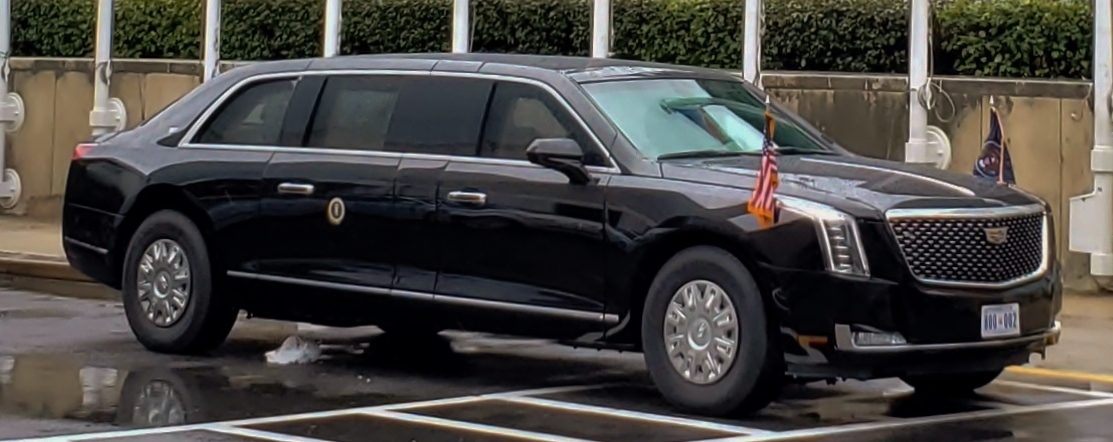
A limusine presidencial Cadillac One do Presidente dos Estados Unidos é totalmente blindada

Os veículos civis também podem ser blindados e são geralmente usados por chefes de estado, ou ainda em zonas de conflito ou países com altos índices de violência, como o Brasil, Paraguai e Colômbia. Os veículos blindados também são usados rotineiramente por empresas de segurança para transportar dinheiro ou objetos de valor a fim de reduzir o risco de roubo ou sequestro da carga.

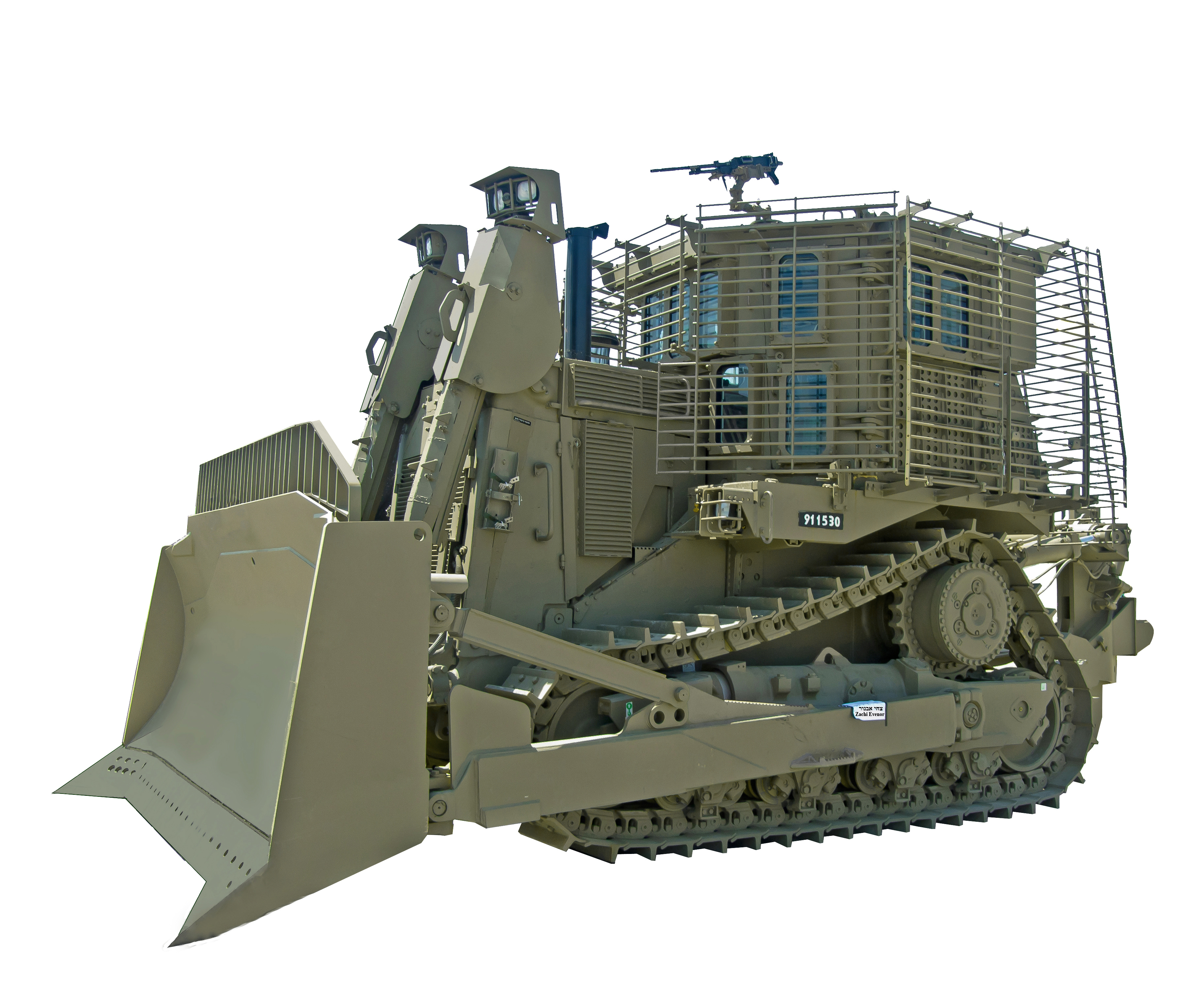
Um trator de esteiras Caterpillar D9R blindado, usado pelo Exército de Israel

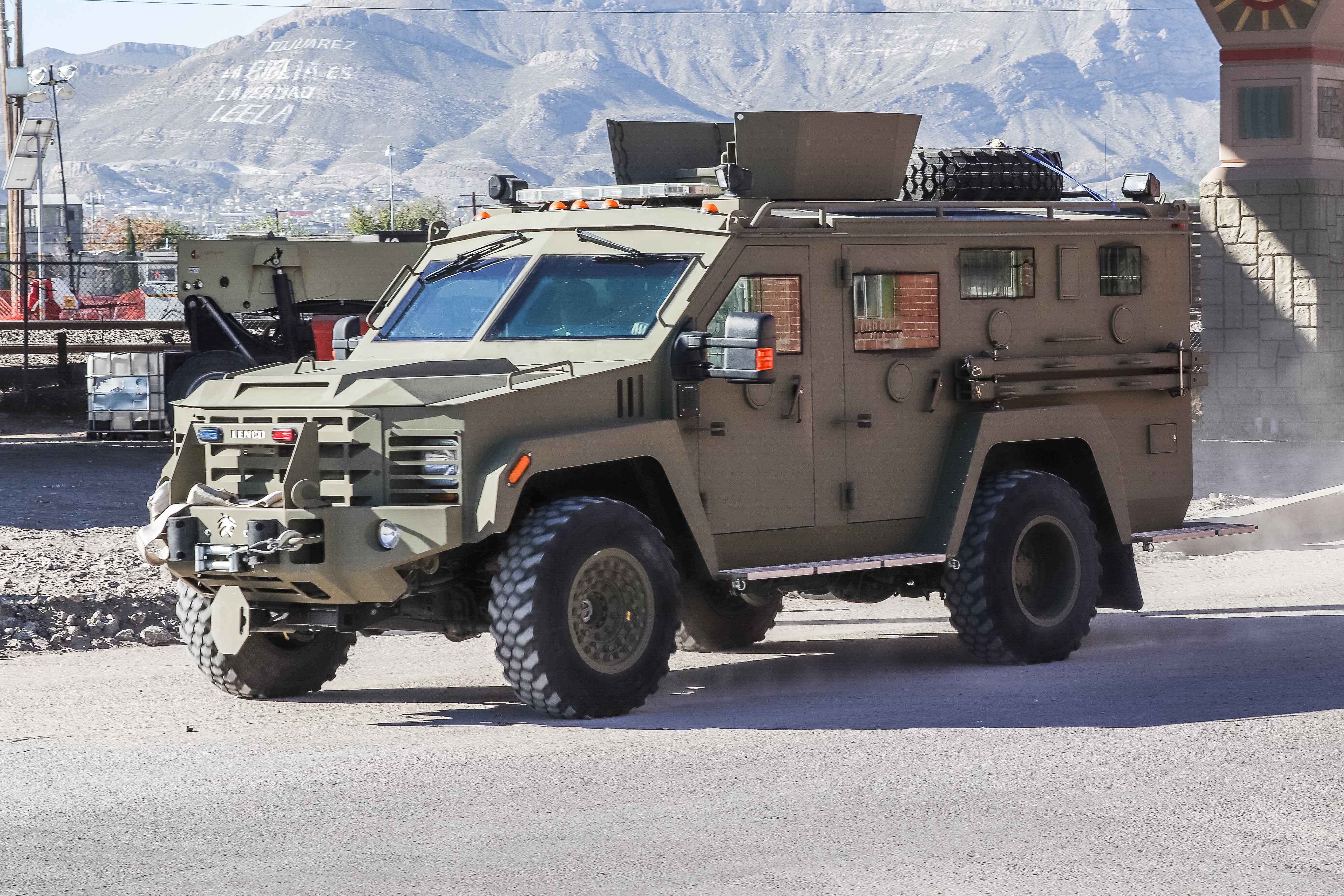
Um veículo blindado da U.S. Customs and Border Protection

O projeto e a finalidade do veículo determinam a quantidade de blindagem necessária, pois a blindagem é geralmente muito pesada e quantidades excessivas de blindagem restringem a mobilidade. Para reduzir esse problema, alguns novos materiais (nanomateriais) e composições de materiais estão sendo pesquisados, incluindo o buckypaper, e placas de blindagem de espuma de alumínio.

## No Brasil

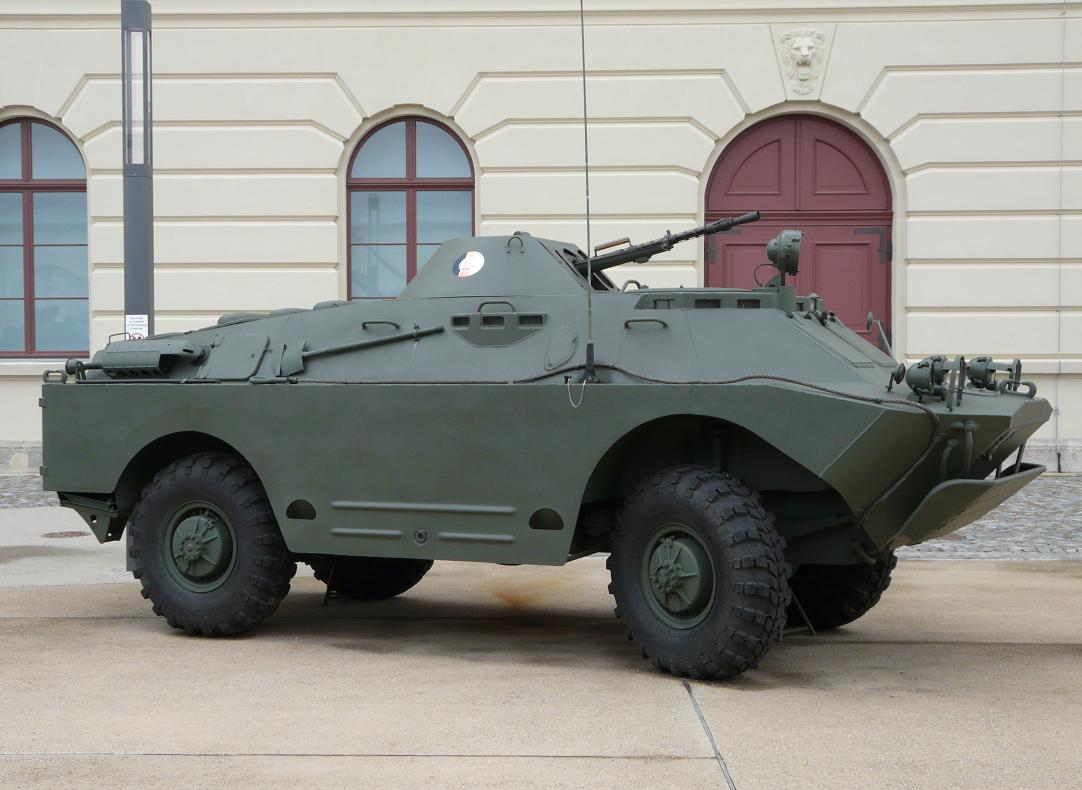
Um blindado soviético BRDM-2

De acordo com a Associação Brasileira de Blindagem (Abrablin), o Brasil possui a maior frota de veículos blindados do mundo, com frota estimada de cerca de 340 mil carros, sendo a blindagem de nível III-A a mais adotada.
Para blindar um carro é necessário uma autorização do Exército, sendo necessário autorização para cada veículo a ser blindado. Para que a pessoa jurídica ou física possa ter um veículo blindado, terá que obter também, antes do processo de blindagem ou compra de um blindado usado, o CR (Certificado de Registro), esse documento é pessoal e tem validade de três anos, onde o Exército autoriza a posse e utilização do veículo blindado.

### Blindagens e níveis
Existem vários tipos de blindagem, sendo as mais comuns a II e a IIIA.
- I: Calibres 22, 38 e ataques com ferros e pedras;
- II-A: Armas do nível I-A e mais Magnum.357 (ponta macia ou soft point) e pistola 9 mm;
- III-A: Todas as anteriores e mais Magnum.44 e submetralhadora Uzi;
- III: Todas as anteriores e mais fuzis M16, AK-47, AR-15, FAL, G36 e G3;
- IV: Todas as anteriores e mais munições perfurantes, como a .30-06 e a .338 e granadas;
- V: Todas as anteriores e mais munição 12,7 x 99 mm NATO e ataques aéreos de mísseis Stinger e Tomahawk

A blindagem nível IV e V estão disponíveis apenas para as Forças Armadas, chefes de estado.